# La Calandria

La Calandria est une comédie humaniste écrite par le cardinal Bernardo Dovizi da Bibbiena vers 1513.

## Démarche
Réputée comme étant la première comédie italienne en prose, cette œuvre révolutionna les canons de l'écriture théâtrale du XVIe siècle. Dans le prologue de l'œuvre, l'auteur donne tout de suite les prétentions de la Calandria : c'est une comédie « in prosa, non in versi; moderna, non antiqua; vulgare, non latina » c’est-à-dire « en prose, pas en vers ; moderne, pas antique et en langue populaire, pas en latin ».
Elle fut la première comédie à dépasser la tradition de l'auteur latin Plaute, source d'inspiration qui, à cette époque, était la norme pour les humanistes : ceux-ci cherchaient jusque-là à s'inspirer des textes dramatiques gréco-romains en les modernisant mais tout en laissant intacts leur contenu, leur trame et leurs codes.
Dès le titre, Bibbiena se détache de la tradition classique, s'approchant au contraire de la nouveauté médiévale : par exemple le nom d'un des personnages (Calandro) fait référence, que ce soit par son nom ou par la moquerie qui lui est faite, au personnage de Boccace prénommé Calendrino et qui apparait plus d'une fois dans le Décaméron. Bibbiena se rattache toutefois à la tradition antique par les thèmes qu'il aborde dans sa comédie tel que le thème de l'androgyne (inspiré du Banquet de Platon) ou bien le thème du travestissement (cher à Plaute) et surtout la reconnaissance finale, couronnée par des mariages, fin traditionnelle des comédies latines.

## Trame
- L'antefatto[1] :

Naissance de deux jumeaux à Modène : une fille prénommée Santilla et un garçon prénommé Lidio. À cause d'un conflit avec les Turcs, les jumeaux se retrouvent séparés. Santilla qui est plus exposée au danger doit se travestir en homme et se fait appeler Lidio. Elle est recueillie par Perillo, un marchand, qui la croyant homme la conduit à Rome et veut la marier à sa fille Virginia.
- Début de la pièce :

Lidio est aussi à Rome. Il est amoureux de Fulvia, une femme mariée à Calandro et, pour pouvoir la voir, il se déguise en femme et prend le nom de Santilla. Calandro tombe amoureux de lui, le croyant femme.
La comédie commence donc à Rome, les jumeaux ont 18 ans, ils prennent tous les deux l'identité de l'autre, sans savoir qu'ils sont dans la même ville.
Toute la comédie tourne autour de ce couple de jumeaux qui doit se retrouver.

## Les personnages principaux
- Santilla
- Lidio
- Fessenio, domestique de Lidio.
- Fannio, domestique de Santilla.
- Calandro, mari de Fulvia, tombe amoureux de Lidio déguisé en Santilla.
- Fulvia, femme de Calandro, maîtresse de Lidio.

## Représentations
La Calandria fut représentée pour la première fois en 1513 à Urbino sur la première « scène à l’italienne » de l’histoire, avec un décor frontal en perspective, et une séparation nette entre la salle et la scène, surélevée.
La pièce fut également la première comédie régulière représentée en France, en 1548, à l'occasion de l'entrée royale d'Henri II à Lyon, qui fut l'objet d'une grande cérémonie inspirée des triomphes des empereurs romains. La représentation (et l'essentiel des festivités) fut organisée par Maurice Scève, qui fit bâtir un somptueux décor à l’antique d’après les célèbres gravures de l'architecte humaniste Serlio inspirées du latin Vitruve. Le roi apprécia tellement le spectacle qu’il la fit rejouer et gratifia toute l’équipe de 500 écus chacun (plus 300 de la reine), l’année même de l’interdiction des mystères promulguée par le Parlement de Paris : cet événement constitue ainsi un tournant dans l'histoire du théâtre, symptomatique du glissement du théâtre médiéval vers le théâtre renaissant.

## Adaptation au cinéma
La pièce est adaptée par Pasquale Festa Campanile dans le film La calandria sorti en 1972, avec Lando Buzzanca et Barbara Bouchet.